# Klupci (Loznica)
Klupci (em cirílico: Клупци) é uma vila da Sérvia localizada no município de Loznica, pertencente ao distrito de Mačva, na região de Podrinje Jadar. A sua população era de 7031 habitantes segundo o censo de 2011.

## Demografia
| 1948 | 1953  | 1961  | 1971  | 1981  | 1991  | 2002  | 2011  |
| ---- | ----- | ----- | ----- | ----- | ----- | ----- | ----- |
| 902  | 1 088 | 2 104 | 4 222 | 5 592 | 6 885 | 7 297 | 7 031 |